# بچه‌های طوفان
بچه‌های طوفان فیلم ایرانی به نویسندگی عبدالجبار دلدار و پروانه مرزبان و کارگردانی صادق صادق دقیقی و تهیه‌کنندگی پروانه مرزبان محصول ۱۳۹۸ است.

## داستان
در اثر سیل و طوفان شدید تعدادی از مردم جان خود را از دست داده‌اند، رضا به همراه دوستانش تصمیم می‌گیرند هر طور شده کمک حال خانواده و مردم باشند اما قهرمان بودن سخته…

## بازیگران
- پژمان بازغی
- مریم بوبانی
- سوگل طهماسبی
- رضا ناجی
- جواد زیتونی
- پرهام دلدار
- ونوس کانلی
- طاها طاهری

## جوایز و افتخارات
- پروانه زرین بهترین دستاورد فنی و هنری از جشنواره کودک و نوجوان اصفهان
- تندیس بهترین فیلم از جشنواره فیلم رشد
- برنده بهترین بازیگر نوجوان از جشنواره فیلم کودک و نوجوان
- برنده تندیس و دیپلم افتخار بهترین فیلم از جشنواره فیلم گردشگری و میراث فرهنگی
- کاندید بهترین کارگردانی از جشنواره هیرواند تایم روسه
- برنده بهترین بازگچیگر زن از جشنواره فیلم گردشگری و میراث فرهنگی برای ونوس کانلی
- کاندید بهترین کارگردانی از جشنواره زلین چک
- شرکت در بخش مسابقه جشنواره سینه کید هلند

## اکران
این فیلم در تاریخ ۲۴ اسفند ۱۴۰۲ اکران خود را در سینماهای کشور آغاز کرد